# Amtsgericht Steinau

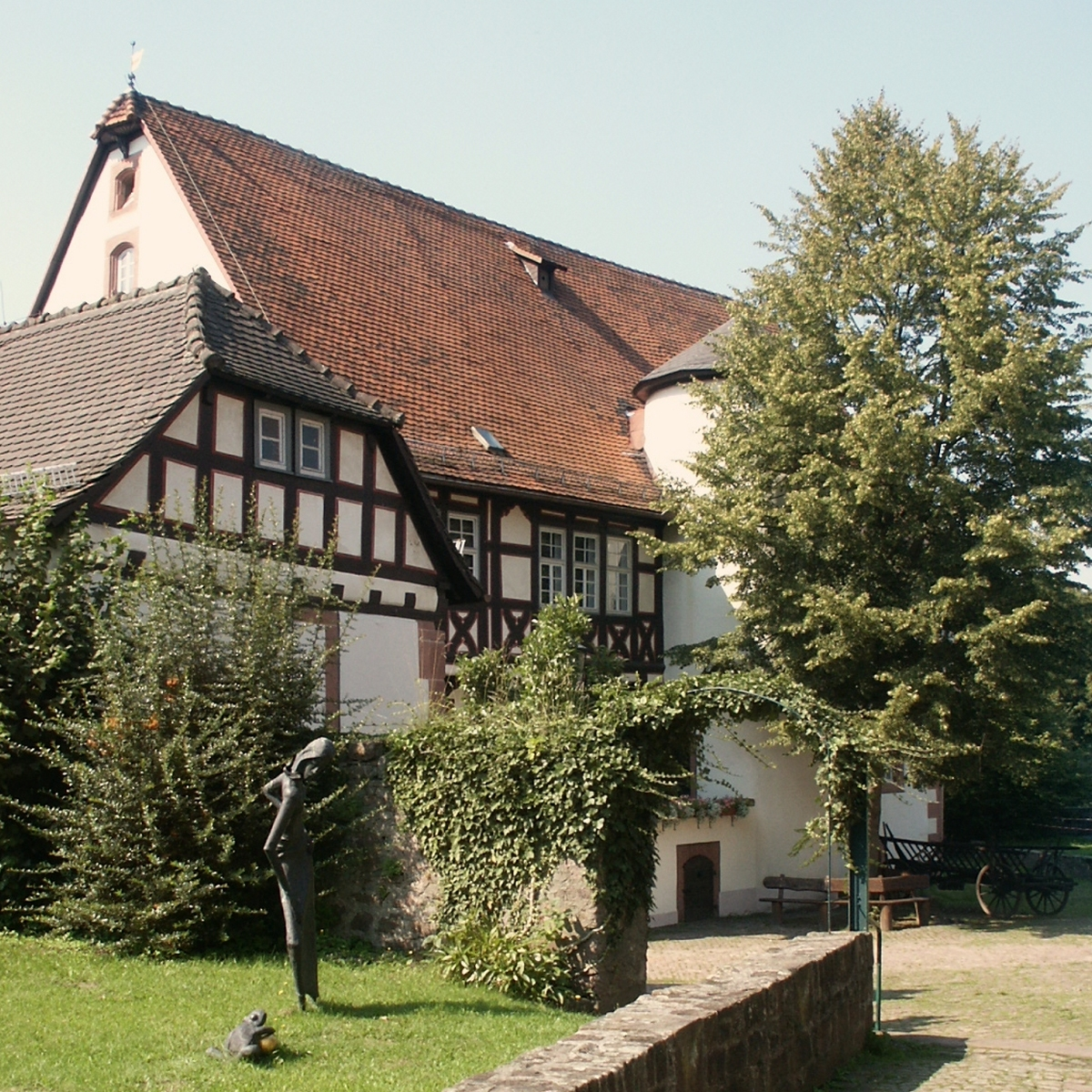
Ehemaliges Amthaus in Steinau an der Straße

Das Amtsgericht Steinau (bis 1867 Justizamt Steinau) war ein von 1822 bis 1968, als Zweigstelle bis 1975 bestehendes Gericht der ordentlichen Gerichtsbarkeit mit Sitz in Steinau an der Straße.

## Geschichte
Durch das Organisations-Edikt vom 29. Juni 1821 wurden im Kurfürstentum Hessen Verwaltung und Justiz getrennt. Für die Rechtsprechung in erster Instanz wurden Justizämter und für die Verwaltung Landkreise eingerichtet. So bildete man aus dem bisherigen Amt Steinau und Schlüchtern, den Gerichten Brandenstein und Ramholz des bisherigen Amtes Altengronau sowie den Orten Herolz, Sannerz und Weiperz aus dem bisherigen Amt Salmünster das Justizamt Steinau, die administrativen Funktionen für das genannte Gebiet gingen dagegen auf den Kreis Schlüchtern über. Der Bezirk des neu errichteten Justizamts bestand demnach aus
- den Städten Steinau und Schlüchtern sowie den Dörfern Ahlersbach, Bellings, Breitenbach, Klosterhöfe, Hintersteinau, Hohenzell, Kressenbach, Marjoß, Niederzell, Reinhards, Seidenroth und Wallroth des Amts Steinau und Schlüchtern[3];
- den Orten Elm, Gundhelm, Hutten und Oberkalbach des Gerichts Brandenstein[4];
- den Orten Hinkelhof, Ramholz und Vollmerz des Gerichts Ramholz[4] sowie
- Herolz, Sannerz und Weiperz aus dem Amt Salmünster.

Am 15. Januar 1832 wurde das Assistenzamt Schlüchtern, bestehend aus den Orten Schlüchtern, Elm, Gundhelm, Herolz, Hutten, Oberkalbach, Sannerz und Weiperz, zu einem selbstständigen Justizamt erhoben. Mit dem 1. Januar 1850 gingen der Patrimonial-Gerichtsbezirk Ramholz mit den Orten Hinkelhof, Ramholz und Vollmerz sowie die Ortschaften Breitenbach, Klosterhöfe, Hintersteinau, Reinhards und Wallroth an das Justizamt Schlüchtern, dagegen ging das bis dahin zum Justizamt Salmünster zählende Dorf Marborn an das Justizamt Steinau. In Folge der Annektierung Kurhessen durch Preußen im Deutschen Krieg 1866 kam es zu einer grundlegenden Neuordnung der dortigen Gerichtsverfassung. Die bisherigen Justizämter, Obergerichte und das Oberappellationsgericht Cassel wurden aufgehoben und durch Amtsgerichte in erster, Kreisgerichte in zweiter und ein Appellationsgericht in dritter Instanz ersetzt. So wurde am 1. September 1867 aus dem vorherigen Justizamt das Amtsgericht Steinau. Gehörte dieses Amtsgericht anfangs noch zum Bezirk des Kreisgerichts Hanau, so kam es anlässlich des Inkrafttretens des Gerichtsverfassungsgesetzes am 1. Oktober 1879 zum Wechsel in den Bezirk des an die Stelle des Kreisgerichts tretenden Landgerichts Hanau. Der Bezirk des Amtsgerichts Steinau selbst bestand aber wie bisher schon aus der Stadt Steinau und den Gemeinden Ahlersbach, Bellings, Hohenzell, Kressenbach, Marborn, Marjoß, Niederzell und Seidenroth.
Am 1. Juli 1957 musste die Gemeinde Ahlersbach an das Amtsgericht Schlüchtern abgegeben werden. Am 1. Juli 1968 erfolgte die Aufhebung des Amtsgerichts Steinau, welches fortan nur noch als Zweigstelle des Amtsgerichts Schlüchtern fungierte. Am 1. November 1975 wurde auch diese Zweigstelle aufgelöst.

## Gebäude
Das Amtsgericht war im Steinauer Amtshaus untergebracht.